# Diestecostoma octoannulata
Diestecostoma octoannulata är en ringmaskart som beskrevs av Moore 1946. Diestecostoma octoannulata ingår i släktet Diestecostoma och familjen Haemadipsidae. Inga underarter finns listade i Catalogue of Life.